# Mahmud Abd al-Wahhab
Mahmud Ahmad Abd al-Wahhab Ramadan (arab. محمود أحمد عبد الوهاب رمضان; ur. 12 stycznia 1992) – egipski zapaśnik walczący w stylu wolnym. Brązowy medalista mistrzostw Afryki w 2013 roku.